# Vidákovics Szláven
Vidákovics Szláven (névváltozataː Slaven Vidakovic; Pécs, 1977. december 26. –) magyar színművész, rendező, színigazgató.

## Életpályája
Horvát-bolgár származású családban született. Édesapja Vidákovics Antal táncművész-koreográfus. A helyi Kodály Zoltán Gimnáziumban érettségizett. Diplomáját a Zágrábi Színművészeti Főiskolán szerezte. 2000-től a Pécsi Nemzeti Színház tagja, 2021-től az intézmény művészeti vezetője. 2009-től a Pécsi Horvát Színház és a Pécsi Nyári Színház igazgatója.

## Filmes és televíziós szerepei
- Géniusz, az alkimista (2009)
- Tűzvonalban (2008)

## Díjai és kitüntetései
- Szendrő József-díj (2015)
- Magyar Arany Érdemkereszt (2024)[10]